# Hamburg International
Hamburg International (га́мбург интэрнэ́шнл; юридическое название — Die Hamburg International GmbH & Co. KG) — бывшая немецкая авиакомпания, базировавшаяся в международном аэропорту «Гамбург». В основном специализировалась на чартерных рейсах по заказу европейских туроператоров.

## История
Авиакомпания «Hamburg International airlines» была основана в июле 1998 года, а операционную деятельность начала осуществлять в апреле 1999 года.
В 2010 году компания планировала открыть собственное предприятие по техническому обслуживанию своего парка. Для этих целей в аэропорту  «Фридрихсхафен» был построен ангар.
20 октября 2010 года суд признал авиакомпанию банкротом.

## Флот
По состоянию на 2010 год (перед ликвидацией) парк авиакомпании насчитывал семнадцать самолётов, средний возраст которых составлял 2,5 года. Девять бортов использовала сама «Hamburg International airlines», а остальные 8 — другие авиакомпании. Также в заказах находилось 6 воздушных судов.
| Самолёт         | Кол-во | Число мест | Примечания                                       |
| --------------- | ------ | ---------- | ------------------------------------------------ |
| Airbus A319-100 | 10     | 150        | +2 заказано 2 в эксплуатации других авиакомпаний |
| Airbus A320-200 | 0      | 156        | +4 заказано                                      |
| Boeing 737—300  | 1      | 123—149    | 1 в эксплуатации других авиакомпаний             |
| Boeing 737—700  | 6      | 148        | 5 в эксплуатации других авиакомпаний             |

## Маршрутная сеть
Рейсы «Hamburg International airlines» выполнялись в более чем 30 городов Европы, Африки и Азии. В основе маршрутов авиакомпании — туристические направления в Египет, Турцию, Марокко, Испанию и другие.
Летом 2010 года «Hamburg International airlines» планировала выполнение чартерной программы в Иркутск (МА «Иркутск») для перевозки немецких туристов на озеро Байкал. По статистике самый большой поток туристов на Байкал идёт именно из Германии, а Иркутская область занимает одну из лидирующих позиций в России по числу выдачи немецких виз. В силу ряда причин, планы чартера в Иркутск были перенесены на 2011 год. Ожидалось, что направление окажется рентабельным, и полёты будут совершаться регулярно и круглогодично. Таким образом, Иркутск мог стать первым и единственным городом России, куда бы летал этот перевозчик.